# Spreeau
Spreeau ist ein Ortsteil von Grünheide (Mark) im Südosten des Großraums Berlin.
Zu Spreeau gehören die Siedlungsgebiete Sieverslake, Störitz, Freienbrink und Spreewerder sowie auch Spreeau selber. Das 1926 errichtete Gutshaus der Gemeinde diente zu DDR-Zeiten als „Ferienobjekt“ des Ministeriums des Inneren der DDR. Territorial betrachtet gehört es jedoch zum Nachbar-Ortsteil Mönchwinkel. Spreeau ist Namensgeber des gleichnamigen Autobahndreiecks.

## Geschichte

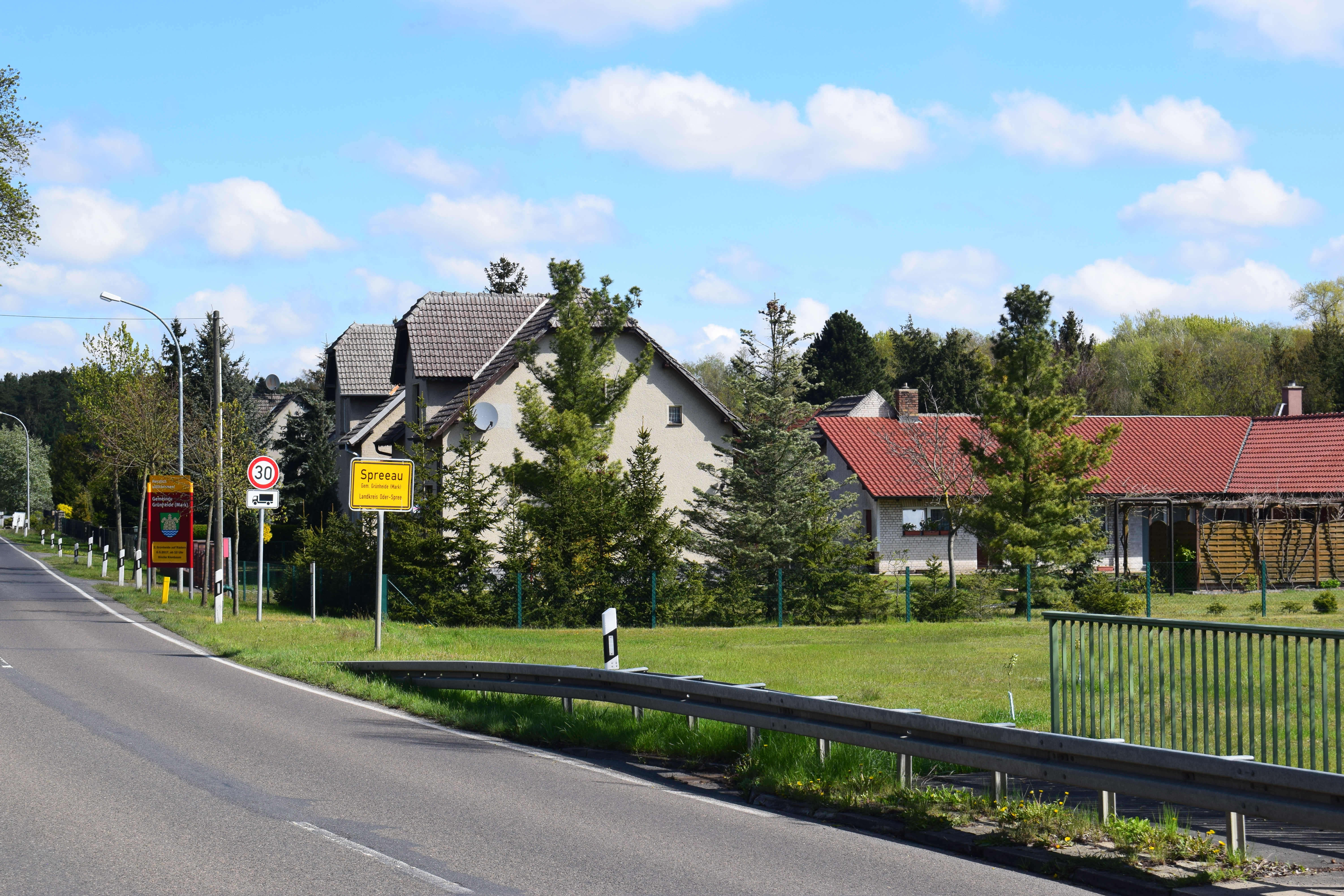
Südlicher Ortseingang

Die Gemeinde Spreeau entstand am rechten Ufer der Müggelspree aus kleinen Ansiedlungen, die im 17. und 18. Jahrhundert als Wohnplätze von Heideläufern, Teerschwelern, Holzschlägern und bäuerlichen Kolonisten angelegt wurden. Um 1799/1800 wurden sieben dieser Wohnplätze zur Gemeinde II. Heidedistrikt zusammengetan. Es waren dies die Wohnplätze Altmönchwinkel, Neumönchwinkel, Birkenwerder (später Spreewerder genannt), Storkowfort, Sieverslake, Freienbrink und Störitz. Sie hatten zur Zeit der Gemeindegründung etwa 110 Einwohner, die in 14 Häusern lebten.
Fast genau 90 Jahre später, im Jahr 1889, erhielt diese Gemeinde den Namen Spreeau. Sie hatte anfangs rund 380 Einwohner und etwa 50 Wohngebäude. Mit Genehmigung des Preußischen Staatsministeriums vom 12. März 1927 und mit Wirkung vom 31. März 1927 trennten sich zur eigenen Gemeindebildung die Ortsteile Altmönchwinkel und Neumönchwinkel von der Gemeinde Spreeau. Spreeau bestand fortan aus den Ortsteilen Spreewerder, Storkowfort (auch Spreeau genannt), Sieverslake, Freienbrink und Störitz. Entstehungsgeschichte der Wohnplätze: Als erster Ort wurde Sieverslake mit Namen Seyfertslache (auch Siewert Lacken) im Jahr 1510 als Grenzmarke in zwei fast gleichlautenden Urkunden erwähnt. Erstbekannt gewordener Bewohner von Sieverslake war 1647 der Teerschweler Johannes Bretsche. Um 1850 wurde die ehemalige Ansiedlung Kolonistengut bei Sieverslake zeitweilig Wilhelmsau genannt. Storkowfort wurde erstmals im kurfürstlichen Erbregister Rüdersdorf 1652 erwähnt. Im Jahr 1681 wird der Heideläufer Martin Zahn als sein erstbekannter Bewohner genannt. Birkenwerder, heute Spreewerder, wurde als Berckenwerder 1591 in einer Urkunde über Nutzungsrechte an der Spree erwähnt. Freienbrink, davor Räuberkuten genannt, wurde 1749 aus „frischer Wurzel“ als Ansiedlung von Kolonisten gegründet. Kolonistenansiedlungen erfolgten zu gleicher Zeit u. a. auch bei Sieverslake, auf Storkowfort und bei Mönchwinkel.
Am 26. Oktober 2003 wurde Spreeau nach Grünheide (Mark) eingemeindet.
Am 12. November 2019 kündigte der US-amerikanische Konzern Tesla an, seine europäische „Gigafactory“ für Elektroautos und Batterien in Grünheide zu bauen. Die Investition in Milliardenhöhe soll laut Pressespekulationen bis zu 10.000 Arbeitsplätze schaffen. Das 300 ha große Areal nördlich des Güterverkehrszentrums Freienbrink in dem Ortsteil dient dafür als Standort. Am 22. März 2022 erfolgte die Eröffnung und erste Fahrzeuge des Typs Model Y wurden übergeben.

## Persönlichkeiten
- Herbert Ziergiebel (1922–1988), Schriftsteller. Er verbrachte seine letzten Lebensjahre in Spreeau.